# Октябрьская площадь (Минск)

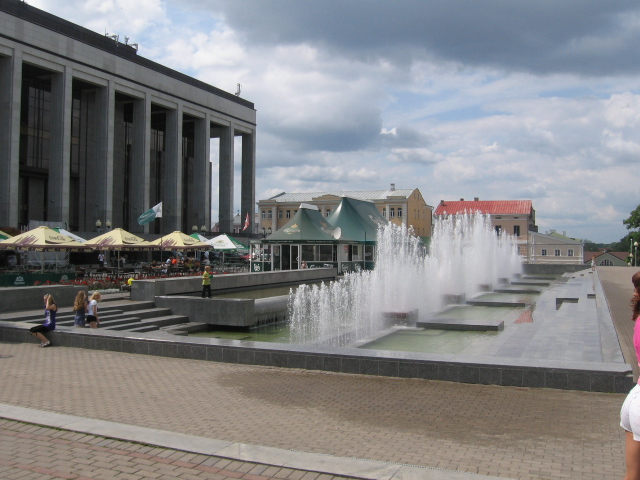
Фонтаны на Октябрьской площади

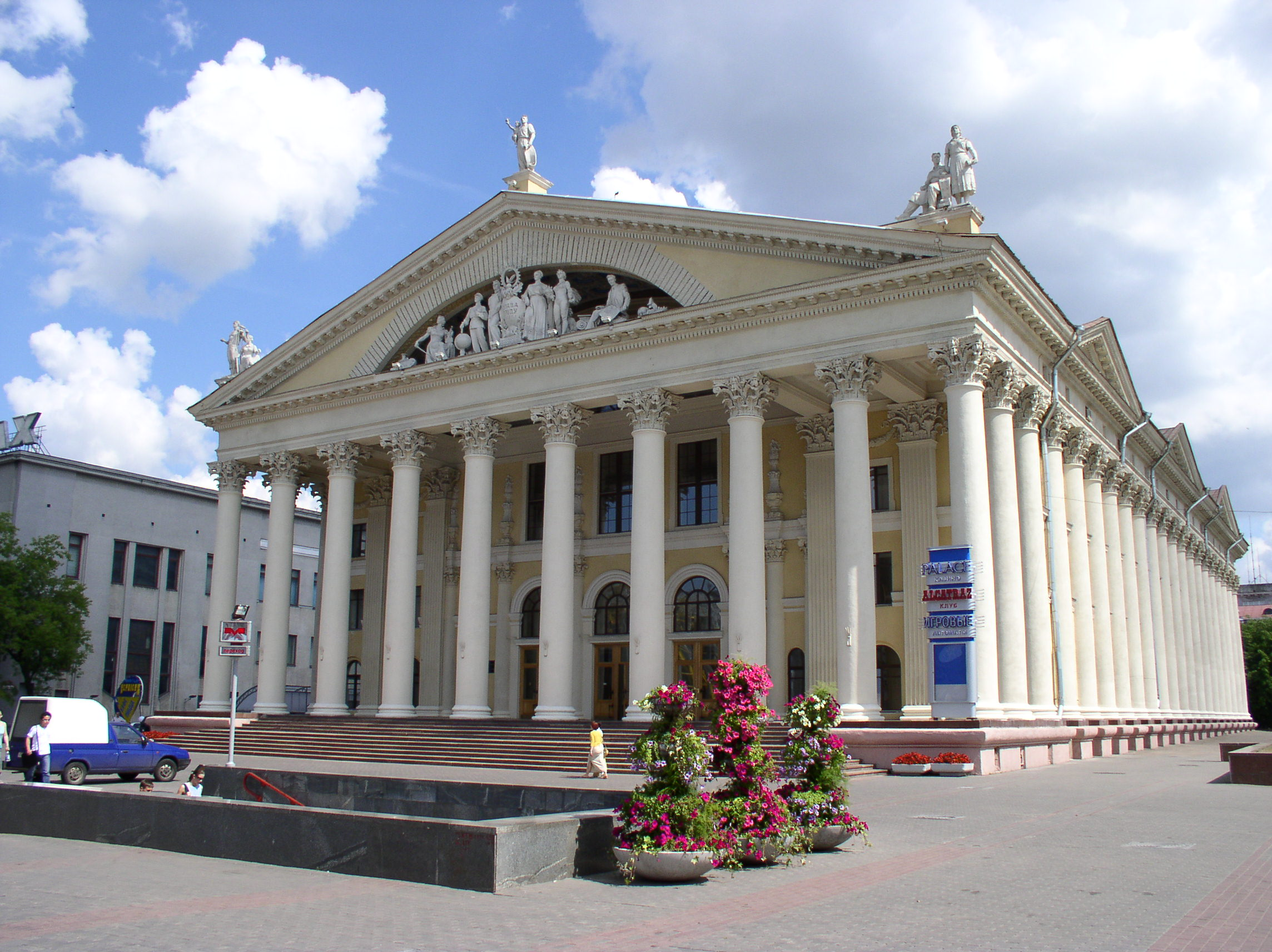
Дворец культуры профсоюзов на Октябрьской площади

Октябрьская площадь (бел. Кастрычніцкая плошча) — площадь в центре Минска.
Площадь расположена в Центральном районе между проспектом Независимости, улицами Энгельса и Интернациональной. Длина площади составляет 190 м, ширина - 110 м. С востока площадь ограничена зданием Дворца культуры профсоюзов.
Помимо этих зданий, на площади расположены здания РУП «Белтелеком», Минского областного исполнительного комитета, Дворца Республики. На площади установлены знак «Нулевой километр» и большой телевизионный экран. Со стороны проспекта Независимости к Октябрьской площади прилегает Центральный сквер с бывшими правительственными трибунами, в центре которого установлен старинный фонтан со скульптурой «Мальчик с лебедем». Вокруг сквера размещены Центральный Дом офицеров, резиденция Президента Республики Беларусь, Национальный академический театр им. Янки Купалы. На площади расположены выходы станций метро «Октябрьская» и «Купаловская».

## История
Первоначальное название площади — Центральная. Площадь проектировалась и застраивалась в 1949−1950 годах. В сентябре 1952 года на площади был установлен памятник И. В. Сталину высотой в 10 метров. В 1957 году между Центральной площадью и Центральным сквером были построены правительственные трибуны, с которых партийно-государственное руководство БССР принимало парады и приветствовало демонстрации. Таким образом, Центральная площадь приобрела статус главной площади города. 3 ноября 1961 года монумент Сталина был демонтирован (взорван). На месте нынешнего Дворца Республики располагался небольшой сквер, выходивший на улицу Интернациональную. В 1966 году открылся построенный на площади музей истории Великой Отечественной войны. С 1980 года на площади началось сооружение станции метро (будущей "Октябрьской"), в результате чего парады и демонстрации стали проводить на площади Ленина. В 1984 году после открытия первой линии метрополитена площадь была переименована в Октябрьскую, на ней началось строительство Дворца Республики, затянувшееся на 17 лет, в результате чего статус центральной площади вернулся к площади Ленина. В 1998 году был установлен памятный знак «Нулевой километр».
В настоящее время площадь часто становится местом проведения концертов, гуляний, ярмарок, а также общественно-политических акций (самые крупные из них: Васильковая революция, Акция протеста 19 декабря 2010 года, Революция через социальные сети). В зимнее время на ней заливается каток.